# エスクワイア (バンド)
エスクワイア（Esquire）は、1982年に結成されたイングランドのロック・バンドで、プログレッシブ・ロック、アート・ロック、シンフォニック・ロックといったスタイルの音楽で知られる。

## 略歴
1982年に結成されたエスクワイアは、3枚のスタジオ・アルバムをリリースした。1987年にセルフタイトルのデビュー・アルバムである『エスクワイア』、1997年に続くアルバム『Coming Home』、そしてほぼ20年後に発表された最後のアルバム『No Spare Planet』である。
『Coming Home』の2曲、「Zone of O」と「Tron Thomi」が、コンピレーション・アルバム『イエス、フレンズ&レラティヴズ』に収録された。2000年には、『Coming Home』の別の2曲、「Coming Home」と「Big Girls Don't Cry」が、続編となるコンピレーション・アルバム『イエス、フレンズ&レラティヴズ Vol.2』に収録された 。
バンドを率いているのはニッキー・スクワイア。彼女はバンドが始まったとき、イエスのベーシスト、クリス・スクワイアと結婚していた。クリス・スクワイア、イエスのドラマーであるアラン・ホワイト、イエスの音楽プロデューサー（および元シンガー、1979年-1980年）のトレヴァー・ホーン、クリスとニッキーの長女であるカルメン・スクワイアは全員、バンドのデビュー・アルバムに携わっている。
セカンド・アルバム『Coming Home』は、主にニッキー・スクワイアとナイジェル・マクラレンによって作曲された。また、ギターと3曲（「Coming Home」「Keep On Dreaming」「Glass Houses」）でのボーカルを担当したダニー・アイザックスと、ドラムとボーカルのトニー・マテウッチも含まれていた。

## ディスコグラフィ

### スタジオ・アルバム
- 『エスクワイア』 - Esquire (1987年)
- Coming Home (1997年)
- No Spare Planet (2016年)

### コンピレーション・アルバム
- 『イエス、フレンズ&レラティヴズ』 - Yes, Friends and Relatives (1998年)
- 『イエス、フレンズ&レラティヴズ Vol.2』 - Yes, Friends and Relatives Volume 2 (2000年)